# Ole Jödahl
Ole Erik Jödahl, född 18 november 1910 i Färila församling, Gävleborgs län, död 10 september 1982 i Maria Magdalena församling, Stockholm
, var en svensk (socialdemokratisk) redaktör och diplomat.

## Biografi
Jödahl, som var son till skogsinspektor Oscar Jödal och Elida Rapp, tog studentexamen 1930 och var från 1933 medarbetare vid tidningen Vi, där han blev redaktionssekreterare. 1938 fick han tjänsten som redaktör vid tidningen Frihet, och 1942 andre redaktör och utrikesredaktör i Aftonposten. Han var under andra världskriget även utrikeskrönikör i Tiden. 1945 utnämndes han till pressattaché i Helsingfors där han bara stannade ett kort tag innan han fick samma tjänst i Moskva, 1945–1948. 1948 utsågs han till chef för Utrikesdepartementets pressbyrå. Sedan var han verksam som envoyé i Belgrad 1953–1956 och ambassadör i Bonn 1956–1967. 1967 efterträdde han Leif Belfrage som kabinettssekreterare och kvarstod i denna tjänst till 1972 då Sverker Åström efterträdde honom. Därefter var han ambassadör i London 1972-76.
1948 deltog han vid FN:s konferens för informationsfrihet och deltog som svensk sakkunnig och delegat vid flera FN-organ och konferenser. 1954 var han medlare vid övervakningskommissionen i Korea.
Han gifte sig 1934 med Karin Rissler, dotter till borgmästaren Hadar Rissler och Signe Ouchterlony.

## Utmärkelser
- Kommendör med stora korset av Nordstjärneorden, 6 juni 1973.[2]
- Storkorset av Isländska falkorden, 5 maj 1971.[3]